# Manaquí crestagroc
El manaquí crestagroc (Neopelma chrysocephalum) és un ocell de la família dels píprids (Pipridae).

## Hàbitat i distribució
Habita boscos i sabanes de les terres baixes al sud-est de Colòmbia i sud de Veneçuela, Guaianes i nord-oest del Brasil.